# Municipio de Johnson (condado de Union)
El municipio de Johnson (en inglés: Johnson Township) es un municipio ubicado en el condado de Union en el estado estadounidense de Arkansas. En el año 2010 tenía una población de 1459 habitantes y una densidad poblacional de 4,42 personas por km².

## Geografía
El municipio de Johnson se encuentra ubicado en las coordenadas 33°6′52″N 92°29′20″O / 33.11444, -92.48889. Según la Oficina del Censo de los Estados Unidos, el municipio tiene una superficie total de 330.34 km², de la cual 330.24 km² corresponden a tierra firme y (0.03%) 0.1 km² es agua.

## Demografía
Según el censo de 2010, había 1459 personas residiendo en el municipio de Johnson. La densidad de población era de 4,42 hab./km². De los 1459 habitantes, el municipio de Johnson estaba compuesto por el 74.23% blancos, el 21.52% eran afroamericanos, el 0.07% eran amerindios, el 0.34% eran asiáticos, el 0.07% eran isleños del Pacífico, el 2.74% eran de otras razas y el 1.03% pertenecían a dos o más razas. Del total de la población el 7.4% eran hispanos o latinos de cualquier raza.